# 慶應義塾大学大学院理工学研究科・理工学部

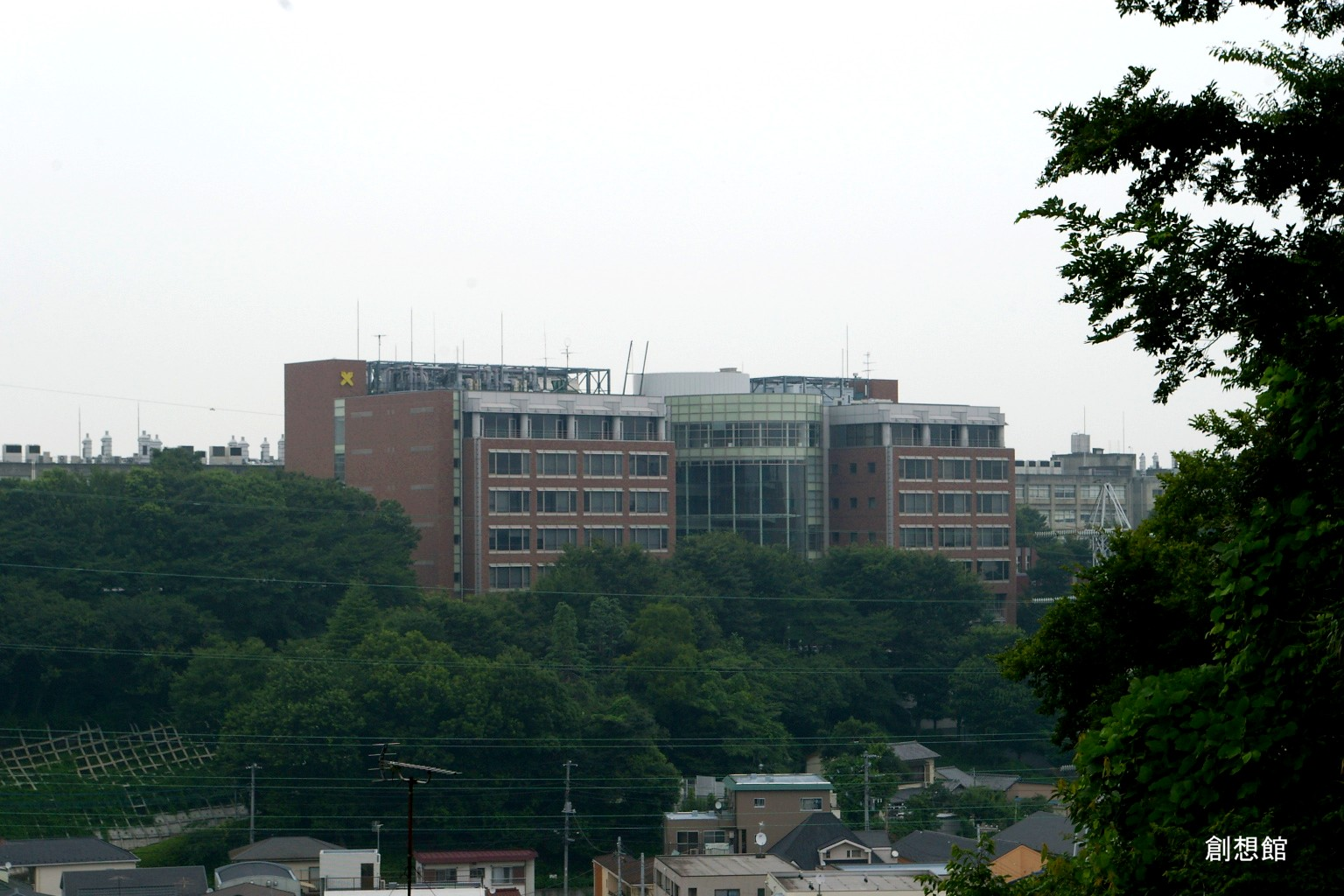
矢上キャンパス

慶應義塾大学大学院理工学研究科（けいおうぎじゅくだいがくだいがくいんりこうがくけんきゅうか、英: Graduate School of Science and Technology, Keio University）は、慶應義塾大学が設置する大学院理工学研究科である。
慶應義塾大学理工学部（けいおうぎじゅくだいがく りこうがくぶ、英: Faculty of Science and Technology, Keio University）は、慶應義塾大学が設置する理工学部である。

## 概要

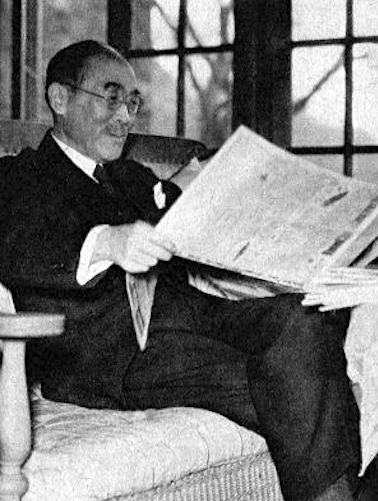
藤原銀次郎
(米内内閣で商工大臣の時)

戦前の三井財閥の中心人物の一人であり、富岡製糸場支配人から王子製紙（初代）の社長を務め「製紙王」と言われた藤原銀次郎が、1939年に母校である慶應義塾に寄付する目的で藤原工業大学を設立した。その後、藤原工業大学は1944年に慶応義塾に併合されて慶應義塾大学工学部となった。1981年には慶應義塾大学理工学部に改組された。
現在、慶應義塾大学理工学部・大学院理工学研究科の基本理念を表すキーワードは、「創発(emerging)」としている。また、学生が実力と交友関係を身に着けることを教育目標として設定している。学部卒業生の約7割は慶應義塾大学大学院理工学研究科に進学する。使用キャンパスは日吉キャンパスおよび矢上キャンパス。

## 沿革

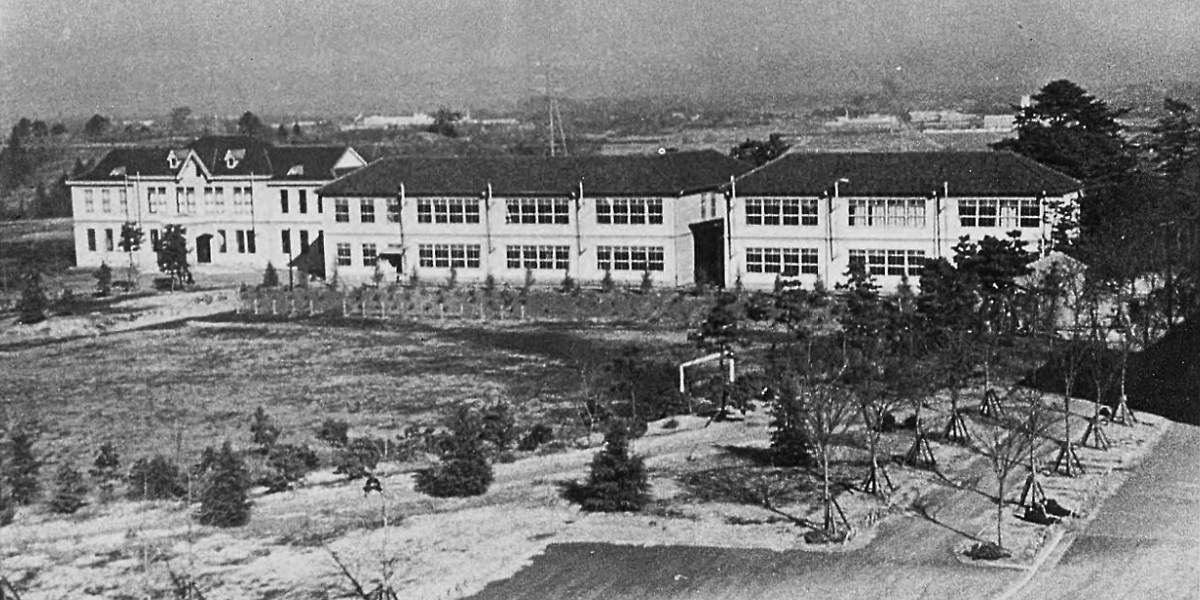
開校当時の藤原工業大学

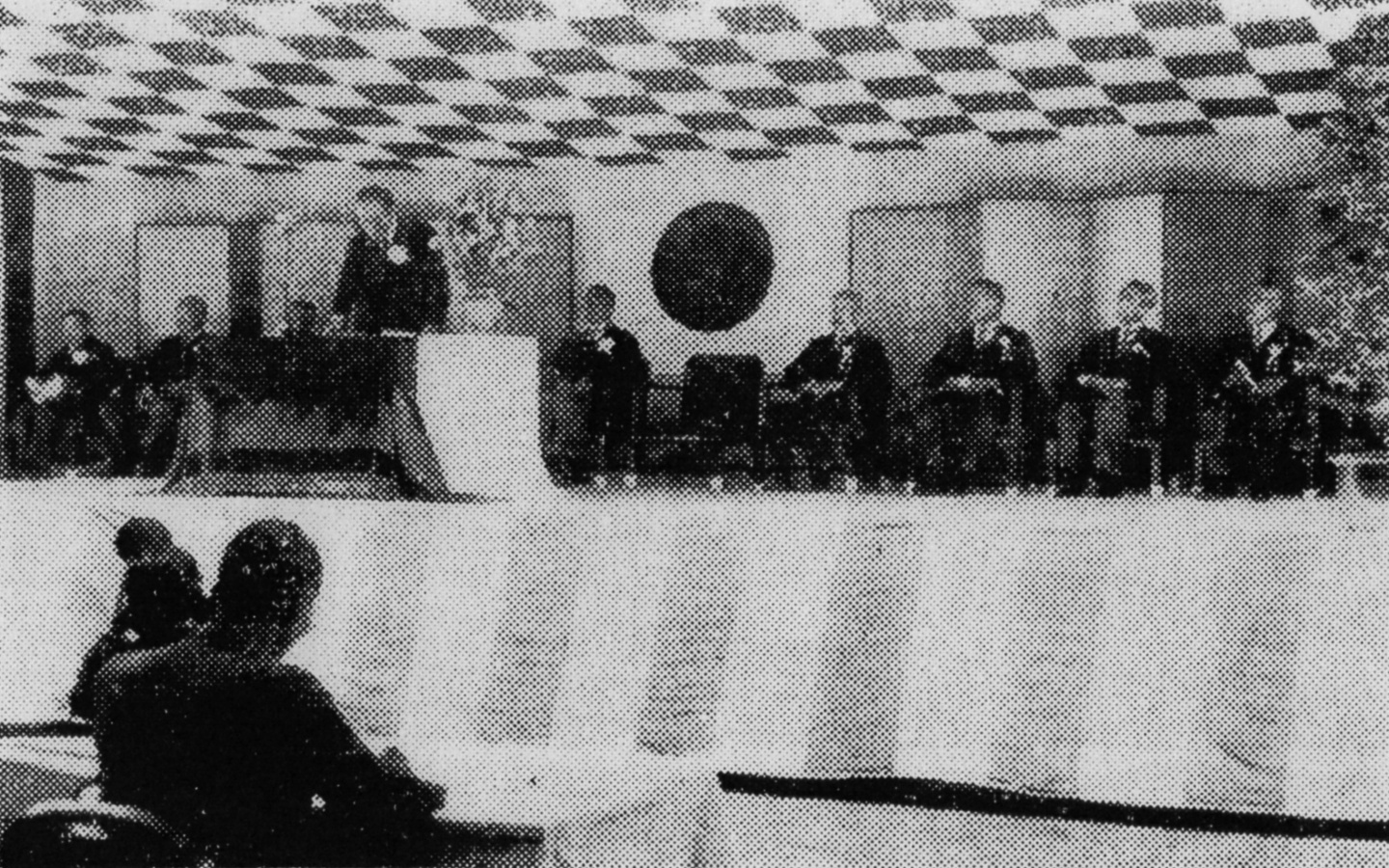
藤原工業大学開校式（1939年6月17日）

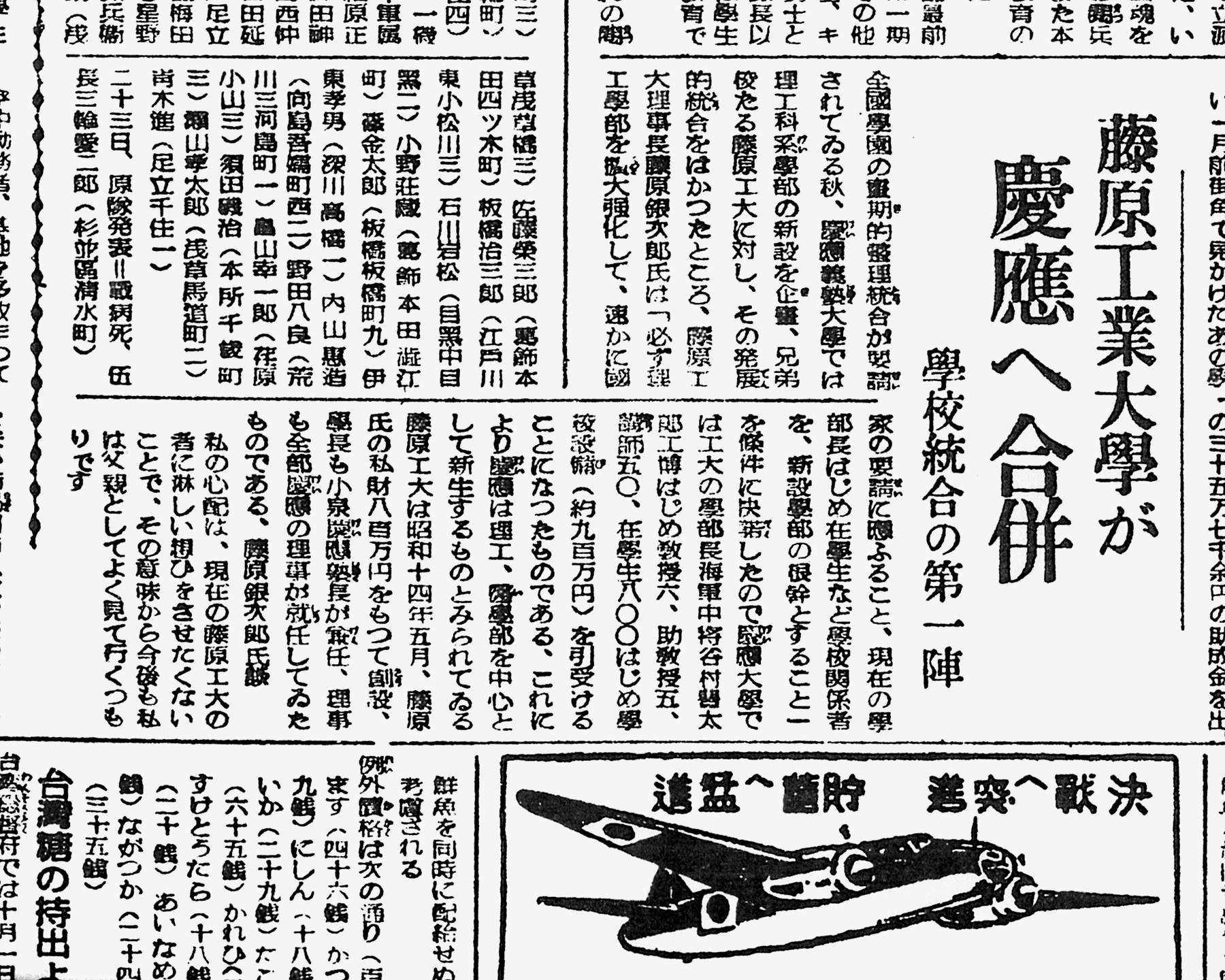
藤原工業大学が慶應へ合併（『朝日新聞』 1943年10月24日付3面）

- 1939年（昭和14年） 藤原銀次郎により藤原工業大学（機械工学科・電気工学科・応用化学科）が開校。
- 1944年（昭和19年） 藤原工業大学を慶應義塾大学工学部に改組[1]。
- 1945年（昭和20年） 米軍の空襲により全建物の8割を失う（4月）。電気工学科・応用化学は福井市郊外へ、機械工学科は宮城県多賀城へ疎開した[3]。終戦後、工学部は目黒の海軍技術研究所跡に移転（目黒仮校舎、1946年まで）[4]。工学部予科は旧陸軍登戸研究所跡に移転（登戸仮校舎、1949年まで）[5]。
- 1946年（昭和21年） 川崎市久本鴨居町の日本光学工業工場内の国有地に移転（溝ノ口仮校舎、1949年まで）[6]。
- 1949年（昭和24年） 東京都北多摩郡小金井町の横河電機製作所工場跡に移転（小金井キャンパス）[1]。
- 1957年（昭和32年） 計測工学科を設置[1]。
- 1959年（昭和34年） 管理工学科を設置[1]。
- 1968年（昭和43年） 旧制藤原工業大学の時代から取得済みの矢上台校地への移転決定[7]。
- 1972年（昭和47年） 矢上キャンパスへの移転完了[1]。
- 1974年（昭和49年） 数理工学科を設置[1]。
- 1981年（昭和56年） 慶應義塾大学理工学部に改組。数理科学科、物理学科、化学科を設置[1]。
- 1996年（平成08年） 電子工学科、物理情報工学科、システムデザイン工学科、情報工学科を設置[1]。
- 1999年（平成11年） 創想館竣工[8]。
- 2000年（平成12年） 第1回矢上祭を開催[9]。
- 2002年（平成14年） 生命情報学科を設置[1]。
- 2019年（令和元年） 慶應義塾大学理工学部が創立80周年。藤原銀次郎翁の生誕150周年。
- 2020年（令和02年） 「新学門制」を導入。また、電子工学科を電気情報工学科に改称。

## 学部
- 入学定員932人・収容定員3728人[10]
  - 機械工学科[11]
  - 電気情報工学科[11]
  - 応用化学科[11]
  - 物理情報工学科[11]
  - 管理工学科[11]
  - 数理科学科[11]
  - 物理学科[11]
  - 化学科[11]
  - システムデザイン工学科[11]
  - 情報工学科[11]
  - 生命情報学科[11]

## 研究科
- 基礎理工学専攻[11]
- 総合デザイン工学専攻[11]
- 開放環境科学専攻[11]

## 学門制
慶應義塾大学理工学部は「学門制」を採用している。この「学門」とは、“学びの庭への入口”という意味であり、入学者はまず、どれかの学門に所属して、その後の専攻を選ぶことになる。
2020年度（令和2年）現在、各学門から進学できる学科は以下の通りである。
学門A（物理・電気・機械分野）
- 物理学科 （20%）、物理情報工学科 （40%）、電気情報工学科 （20%）、機械工学科 （20%）

学門B（電気・情報分野）
- 電気情報工学科 （30%）、情報工学科 （25%）、物理情報工学科 （20%）、システムデザイン工学科 （25%）

学門C（情報・数学・データサイエンス分野）
- 情報工学科 （30%）、数理科学科 （30%）、管理工学科 （35%）、生命情報学科 （5%）

学門D（機械・システム分野）
- 機械工学科 （50%）、システムデザイン工学科 （35%）、管理工学科 （15%）

学門E（化学・生命分野）
- 化学科 （20%）、応用化学科 （60%）、生命情報学科 （20%）

## 歴代学部長
- 安西祐一郎（1993年-2001年）
- 稲崎一郎（2001年-2007年）
- 真壁利明（2007-2009年）
- 青山藤詞郎（2009年-2017年）
- 伊藤公平（2017年-2019年）
- 岡田英史（2019年-2021年）
- 村上俊之（2021年-）

## 学園祭
毎年10月上旬に矢上キャンパスで、「矢上祭」が開催される。そこでは慶応理工学部の情報発信と近隣住民との交流を目的に、学生団体のイベントステージ、有名ゲストによるトークショー、ミス・ミスターコンテスト、模擬店、研究室ツアー、打ち上げ花火、などが企画され、毎年、多くの来場者で賑わっている。

## KEIO TECHNO-MALL（慶應テクノモール）
毎年12月に慶應義塾大学理工学部・理工学研究科は大学の研究成果を広く社会に発信するために、KEIO TECHNO-MALL（慶應科学技術展）を開催している。そこでは、理工学部の教員、学生による展示ブースでの最新研究の説明や、ゲストによる基調講演、トークセッションなどが行われ、産官学の連携、民間企業との共同研究、技術移転などが期待されている。

## 関連施設・研究施設

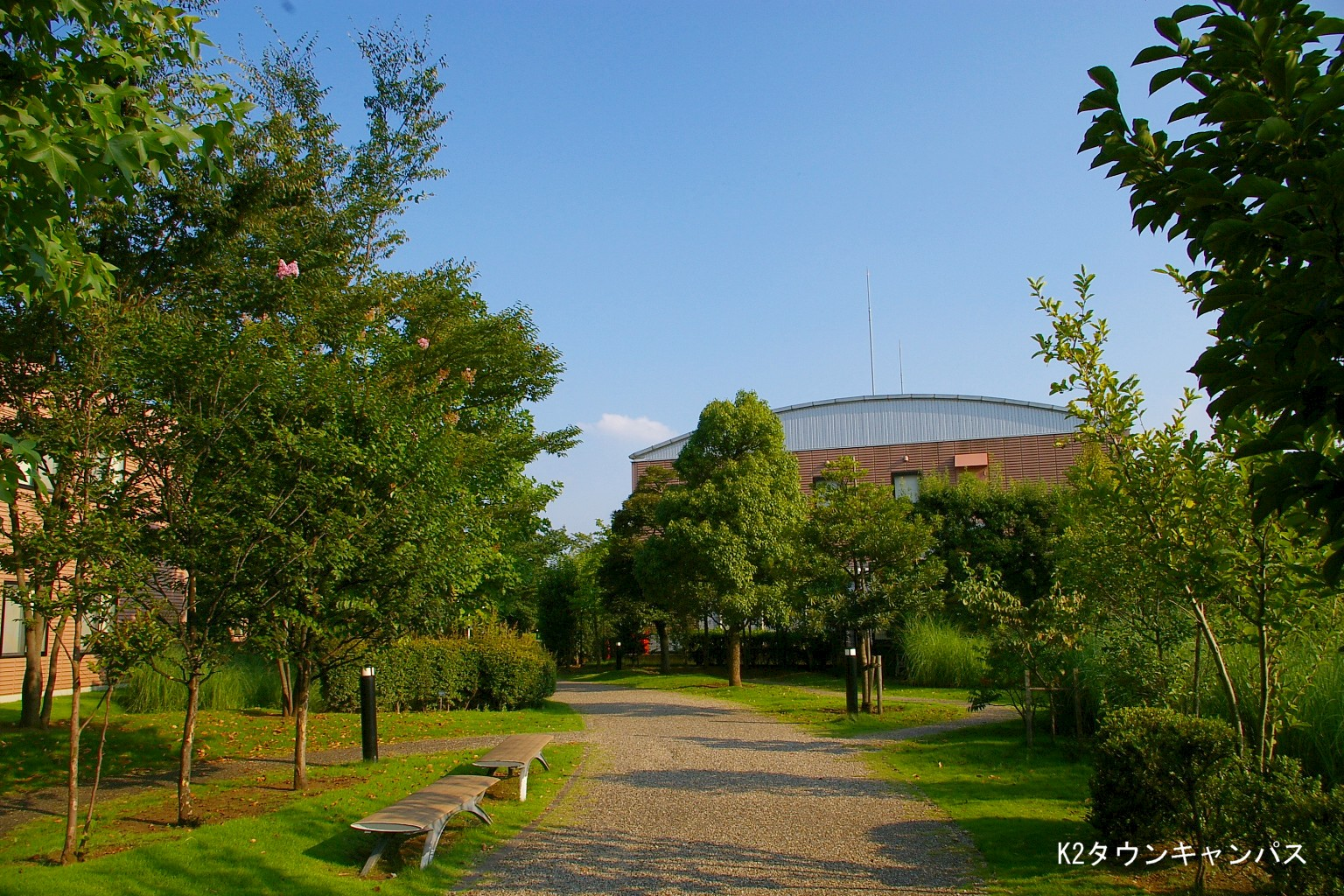
K2タウンキャンパス

- 新川崎タウンキャンパス（K2タウンキャンパス）
- 鶴岡タウンキャンパス
- 中央試験所
- 慶應義塾大学先端科学技術研究センター（KLL）
- 実験教育支援センター
- 環境保全センター
- 理工学メディアセンター（松下記念理工学図書館）

## 交通アクセス
- 矢上キャンパス（神奈川県横浜市港北区日吉3-14-1）

東急東横線、東急目黒線、横浜市営地下鉄グリーンライン「日吉駅」から徒歩15分
- 日吉キャンパス（神奈川県横浜市港北区日吉4-1-1）

東急東横線、東急目黒線、横浜市営地下鉄グリーンライン「日吉駅」から徒歩1分

## 著名な出身者

### 政治・行政
- 奥野信亮 - 総務副大臣、元衆議院議員奥野誠亮の長男
- 逢沢一郎 - 元外務副大臣、元衆議院議員逢沢英雄の長男
- 片山大介 - 参議院議員、元参議院議員片山虎之助の次男
- 藤田幹雄 - 元衆議院議員、衆議院議員武部新の義兄
- 有島重武 - 元衆議院議員、元創価学会理事
- 大澤正明 - 元群馬県知事、元群馬県議会議員
- 野呂昭彦 - 元三重県知事、元衆議院議員野呂恭一の子
- 渡辺秀明 - 初代防衛装備庁長官、元防衛省技術研究本部長
- 小口利幸 - 塩尻市長、元塩尻市議会議員
- 浅沼尚 - 第2代デジタル監
- 田原康生[13] - 総務省国際戦略局長、同サイバーセキュリティ統括官

### 経済
- 秋元里奈 - 株式会社ビビッドガーデン創業者・代表取締役社長
- 阿久戸庸夫 - 元ミツバ社長
- 飯沼邦彦 - 元SBI生命保険社長、元SBIインシュアランスグループ副会長
- 井伊基之 - NTTドコモ社長
- 石澤一朝 - 元カネボウ社長
- 内田勲 - 元横河電機社長
- 大薗誠司 - ハンズマン社長
- 小野真路 - 元三菱地所レジデンス社長
- 海堀周造 - 元横河電機社長
- 樫尾和宏 - カシオ計算機社長、元カシオ計算機社長樫尾和雄の子
- 勝野哲 - 中部電力社長、電気事業連合会会長
- 北里一郎 - 元明治製菓社長、北里柴三郎の孫
- 北城恪太郎 - 元日本アイ・ビー・エム社長、元経済同友会代表幹事
- 金杉明信 - 元日本電気社長・副会長、インターネット協会理事長
- 斎藤徹 - 株式会社ループス・コミュニケーションズ創業者・代表取締役社長
- 椎名武雄 - 元日本アイ・ビー・エム社長、慶応工学会理事長
- 椎名茂 - 元プライスウォーターハウスクーパース社長
- 鈴木健 - スマートニュース会長
- 須田将啓 ‐ 株式会社エニグモ社長
- 数原英一郎 - 三菱鉛筆社長、元三菱鉛筆社長数原洋二の長男
- 高田重久 - 元タカタ社長、経営破綻で退任、創業者高田武三の孫
- 辻野晃一郎 - 元Google日本法人社長
- 津田志郎 - 元ボーダフォン社長、元ドコモエンジニアリング社長
- 西島昭佳 - NTTデータSBC社長
- 長谷川聰 - 元川崎重工業社長、緊急動議で解任
- 廣瀬禎彦 - 元コロムビアミュージックエンタテインメントCEO
- 廣川裕司 - 元レッドハット社長
- 藤本孝 - 元東京電力副社長
- 藤山覚一郎 - 元大日本製糖社長、元藤山コンツェルン総帥藤山愛一郎の長男
- 古河建純 - 元ニフティ社長、元古河財閥当主古河従純の四男
- 丸本明 - マツダ社長
- 南宣之 - ダイゾー社長、ダイゾー会長南尚の娘婿
- 森田隆和 - 元参天製薬社長
- 安井義博 - 元ブラザー工業社長、創業者安井正義の甥
- 安井香一 - 元東邦ガス社長

### 研究
- 新井拓児 - 経済学、慶應義塾大学教授
- 荒川豊 - 工学、九州大学教授、山下記念研究賞
- 安西修一郎 - 工学、慶應義塾大学名誉教授
- 安西祐一郎 - 工学、元慶應義塾長(2001年 - 2009年)、元日本認知科学会会長、元日本私立大学連盟会長、文化功労者、紫綬褒章
- 飯吉厚夫 - 工学、京都大学名誉教授、核融合科学研究所初代所長、元プラズマ・核融合学会会長
- 井関裕靖 - 数学、慶應義塾大学教授
- 稲崎一郎 - 工学、慶應義塾大学教授、福澤賞
- 今井宏明 - 工学、慶應義塾大学教授
- 岩竹徹 - 音楽学、慶應義塾大学名誉教授
- 牛場潤一 - 工学、慶應義塾大学教授、慶應義塾大学名誉教授牛場暁夫の子
- 内山太郎 - 工学、元慶應義塾大学教授
- 大島美恵子 - 生化学、元国立国際医療センター研究所代謝疾患研究部長、元日本科学協会会長
- 大槻知明 - 工学、慶應義塾大学教授
- 大塚保治 - 化学、元慶應義塾大学教授
- 大野義夫 - 工学、慶應義塾大学名誉教授
- 岡田謙一 - 工学、慶應義塾大学教授
- 岡田有策 - 工学、慶應義塾大学教授
- 小尾晋之介 - 工学、慶應義塾大学教授
- 掛谷秀昭 - 工学、京都大学教授
- 桂誠一郎 - 工学、慶應義塾大学教授、日本学術振興会賞
- 金子郁容 - 工学、慶應義塾大学教授
- 川口春馬 - 工学、元慶應義塾大学教授
- 河添健 - 数学、慶應義塾大学教授
- 神武直彦 - 工学、慶應義塾大学教授
- 神原陽一 - 工学、慶應義塾大学教授、日本物理学会若手奨励賞
- 神田英宣 - 防衛学、元防衛大学校准教授、海の日論文優秀賞
- 久野洋 - 化学、元慶應義塾長(1973年 - 1977年)
- 熊谷善彰 - 理学・商学、早稲田大学総合科学学術院教授
- 小池康博 - 工学、慶應義塾大学教授
- 佐伯胖 - 認知心理学、東京大学名誉教授、元日本認知科学会会長、電気通信普及財団賞論文賞
- 斎藤博昭 - 工学、慶應義塾大学教授
- 斎藤英雄 - 工学、慶應義塾大学教授
- 斎藤義和 - 工学、元大阪工業大学教授
- 坂村健 - 工学、東京大学名誉教授、TRONプロジェクトリーダー、日本学士院賞、紫綬褒章
- 佐々木敬介 - 工学、慶應義塾大学名誉教授
- 佐藤一郎 - 工学、国立情報学研究所教授、文部科学大臣表彰若手科学者賞
- 佐藤徹哉 - 工学、慶應義塾大学教授
- 佐藤幸男 - 工学、名古屋工業大学名誉教授
- 真田幸俊 - 工学、慶應義塾大学教授、松代真田氏16世14代当主
- 清木康 - 工学、慶應義塾大学教授、情報処理学会フェロー
- 下郷太郎 - 工学、慶應義塾大学名誉教授
- 鈴木孝治 - 工学、慶應義塾大学教授、日本化学会学術賞
- 須永剛司 - デザイン、東京芸術大学教授、日本デザイン学会年間作品賞
- 住吉和司 - 工学、大阪工業大学名誉教授
- 千住鎮雄 - 工学、慶應義塾大学名誉教授、日経品質管理文献賞
- 曽我朋義 - 工学、慶應義塾大学教授、全国発明表彰、文部科学大臣表彰科学技術賞研究部門
- 高木晴夫 - 経営学、元法政大学教授
- 武田朗子 - 数学、東京大学教授、理化学研究所革新知能統合研究センター連続最適化チームチームリーダー
- 竹中淑子 - 数学、慶應義塾大学名誉教授
- 田中敏幸 - 工学、慶應義塾大学教授、パソコン利用技術学会副会長
- 谷村吉隆 - 化学、京都大学教授、フンボルト賞
- 秩父重英 - 工学、東北大学教授
- 遠山元道 - 工学、慶應義塾大学教授、日興証券創業者遠山元一の孫
- 徳田英幸 - 工学、慶應義塾大学名誉教授、情報通信研究機構理事長
- 友岡克彦 - 有機化学、九州大学教授、日本化学会学術賞
- 冨田勝 - 生命科学、慶應義塾大学教授、作曲家冨田勲の長男
- 中川正雄 - 工学、慶應義塾大学名誉教授
- 西村秀和 - 工学、慶應義塾大学教授
- 山中直明 - 工学、慶應義塾大学教授、Photonic Internet Lab.代表
- 西宏章 - 工学、慶應義塾大学教授
- 西山繁 - 工学、慶應義塾大学教授
- 萩田紀博 - ロボティクス、元国際電気通信基礎技術研究所メディア情報科学研究所長
- 萩原将文 - 工学、慶應義塾大学教授
- 日比谷孟俊 - 工学、元慶應義塾大学教授
- 開一夫 - 計算機科学、東京大学教授、日本認知科学会研究分科会賞
- 福川忠昭 - 工学、慶應義塾大学名誉教授
- 藤井信生 - 工学、東京工業大学名誉教授、応用科学学会会長
- 北條勝彦 - 工学、大阪工業大学名誉教授
- 松島栄次 - 工学、大阪工業大学准教授
- 真壁利明 - 工学、慶應義塾大学名誉教授
- 緑川信之 - 図書館情報学、筑波大学教授
- 宮脇典彦 - 統計学、法政大学教授
- 武藤佳恭 - 工学、慶應義塾大学教授
- 村井純 - 工学、慶應義塾大学教授、JUNET設立者、WIDEプロジェクトFounder
- 森弘之 - 物理学、東京都立大学教授
- 薬師寺泰蔵 - 政治学、慶應義塾大学名誉教授
- 藪野浩司 - 工学、筑波大学教授
- 山崎信寿 - 工学、慶應義塾大学名誉教授
- 山中直明 - 工学、慶應義塾大学教授、電子情報通信学会フェロー
- 山本拓 - 経済学、一橋大学名誉教授、元日本統計学会会長、日経・経済図書文化賞
- 油田信一 - ロボット工学、元筑波大学副学長、IEEEフェロー、日本機械学会賞
- 吉田和夫 - 工学、元慶應義塾大学教授
- 渡邊亮 - 工学、早稲田大学教授、計測自動制御学会論文賞

### 芸術・技術
- 高嶋哲夫 - 小説家、サントリーミステリー大賞、北日本文学賞、小説現代推理新人賞
- 谷口吉生 - 建築家、日本芸術院会員、日本建築学会賞作品賞、吉田五十八賞、高松宮殿下記念世界文化賞
- 吉本和彦 - 技術者、地方公共団体情報システム機構理事長、元フィデアホールディングス副社長
- 笹山隆生 - 技術者、元日立製作所主任研究員、IEEEフェロー、SAE Internationalフェロー
- 遠藤謙 - 義足エンジニア、ソニーコンピュータサイエンス研究所アソシエイトリサーチャー
- 横山祐介 - Ｗacciメンバー

### 芸能・スポーツ
- 古川雄輝 - 俳優、2009年度ミスター慶応
- 窪塚俊介 - 俳優、気象予報士
- 明石鉄平 - 俳優
- 貫田雅剛 - ラジオパーソナリティー
- 涼平 - ギタリスト、元メガマソメンバー
- 福谷浩司 - 野球選手、北海道日本ハムファイターズ
- 徳尾浩司 - 脚本家
- 子安光樹 - 声優

### 放送
- 川原浩揮 - フジテレビジョン記者、元アナウンサー
- 池谷亨 - テレビ東京経済解説委員、元アナウンサー
- 藤田大介 - 日本テレビ放送網アナウンサー
- 高橋真紀子 - 元テレビ朝日アナウンサー
- 小林陽広 - NHKアナウンサー
- 伊藤英一郎 - 元テレビ北海道アナウンサー
- 羽田未蘭野 - 元NHK契約キャスター
- 寺川奈津美 - 気象予報士、第5回矢上祭理系美人コンテストミス矢上グランプリ

### その他
- 許斐義信 - 経営コンサルタント、元慶應義塾大学教授
- 梅田望夫 - 経営コンサルタント、リコー取締役、将棋ペンクラブ大賞文芸部門大賞
- 星出彰彦 - 宇宙飛行士
- 二川滋夫 - マジシャン、石田天海賞
- 内田伸哉 - クリエイティブディレクター、マジシャン、文化庁メディア芸術祭文部科学大臣奨励賞
- 田中謙介 - ゲームクリエイター、作詞家　株式会社Ｃ2プレパラート代表取締役社長
- DaiGo - パフォーマー、メンタリスト、作家
- 竹中あこ - コピーライター、朝日広告賞、毎日広告賞
- 鷹司尚武 - 鷹司家第28代当主、元伊勢神宮大宮司、元日本電気通信システム社長
- 德川宗英 - 田安徳川家第11代当主、霞会館評議員
- 上村亘 - 将棋棋士
- 堀元見 - クリエイター、作家、YouTuber

## 博士号取得者
- 刀根薫 - システム工学、政策研究大学院大学名誉教授、元日本オペレーションズ・リサーチ学会会長